# ملعب نادي ضباط الشرطة
ملعب نادي ضباط الشرطة أو ملعب بلدية دبي هو ملعب متعدد الاستخدامات في دبي، الإمارات العربية المتحدة، يتسع لـ 7500 متفرج، ويستخدم في الغالب لمباريات كرة القدم.
تم استخدامه رسميًا لمدة عامين من قبل كلية دبي الإنجليزية.
استضاف الملعب العديد من المباريات الودية للمنتخبات الوطنية، واستضاف فرقًا مثل البحرين وأنجولا وسوريا وغانا وفنلندا وغيرها.